# Andrea Blasi
Andrea Blasi, detto Micio (Trieste, 18 agosto 1965 – Bologna, 29 ottobre 2002), è stato un cestista italiano.

## Carriera
Mosse i suoi primi passi da cestista professionista nell'Olimpia Milano attorno alla metà degli anni ottanta. Tra il 1986 e il 1990, con il cartellino ancora in mano dell'Olimpia, per mancanza di spazio in squadra, militò con squadre di minor rango (Scaligera Verona e Arese). Queste esperienze lo fecero maturare, così nel 1990 ritornò all'ovile e ben presto si guadagnò il ruolo di playmaker titolare. Nel 1992-93 era con la Pallacanestro Firenze.
Nel 1993 venne ingaggiato dalla Fortitudo Bologna, squadra all'epoca neopromossa in A1, ma con molte ambizioni. Subito diventò un idolo della tifoseria fortitudina, sia per le doti di giocatore ma soprattutto per la voglia di lottare e di crederci sempre fino all'ultimo secondo. Con la squadra felsinea giocò quattro stagioni, raggiungendo due finali scudetto. Negli anni che seguirono (1997-2002) vestì le canotte di diverse squadre: Dinamo Sassari, Olimpia Pistoia, Pallacanestro Cantù, Gira Ozzano e Viola Reggio Calabria. Nel 2002, volendo continuare a giocare a basket, era nel roster di una squadra di Serie C della provincia di Bologna.
Morì il 29 ottobre dello stesso anno, all'età di 37 anni, in un incidente stradale con il suo furgone occorsogli a Bologna. Un paio di mesi dopo l'incidente nasce la figlia Sophie Andrea (il secondo nome proprio in onore del padre), divenuta pallavolista.

## Riconoscimenti postumi
Ogni anno il CCSA Arese organizza un torneo per i bambini in sua memoria.

## Palmarès
- Campionato italiano: 1

Olimpia Milano: 1985-86
- Coppa Italia: 1

Olimpia Milano: 1986